# Isepeolini
Tribu
Isepeolini est une tribu d'insectes hyménoptères de la famille des Apidae (l'une des familles d'abeilles).

## Liste des genres
Selon ITIS (19 mai 2019) :
- genre Isepeolus Cockerell, 1907
- genre Melectoides Taschenberg, 1883

## Publication originale
- (en) Jerome G. Rozen, Jr, Kathleen R. Eickwort et George Campbell Eickwort, « The bionomics and immature stages of the cleptoparasitic bee genus Protepeolus (Anthophoridae, Nomadinae) », American Museum Novitates, New York, Musée américain d'histoire naturelle, vol. 2640,‎ 3 janvier 1978, p. 1-24 (ISSN 0003-0082 et 1937-352X, OCLC 47720325, lire en ligne).